# Cesta do Ikarie
Cesta do Ikarie (ve francouzském originále Voyage en Icarie) je utopický román francouzského myslitele Étiennea Cabeta, který napsal na konci 30. let 19. století v exilu v Anglii a publikoval roku 1840. Tento román, založený na myšlenkách společenství vlastnictví, vlády lidu a centrální organizace, zařadil Cabeta mezi tzv. utopické socialisty a vedl ke vzniku Ikarského hnutí. Román je současně kritikou soudobé sociální a politické situace ve Francii. Jedná se tedy o formu alegorie.

## O vydání
Étienne Cabet (1788–1856), vystudovaný právník, byl již od pádu Napoleona Bonaparteho politicky aktivní kritik restaurace Bourbonů. Aktivní byl i během Červencová revoluce v roce 1830. Účast v revoluci mu vynesla vysoký post ve správě Korsiky a zvolení do parlamentu. O oba posty však přišel již roku 1834, kdy byl po dlouhodobé kritice konzervativní orleanistické vlády obžalován z velezrady. Poté odjel do exilu do Anglie. V Anglie se věnoval studiu a po ovlivnění díly Roberta Owena začal roku 1839 psát utopický román idejí Voyage en Icarie (Cesta do Ikarie), vydaný roku 1840. Kniha zaznamenala obrovský úspěch a dočkala se několika vydání. Cabet v roce 1841 začal vydávat i tisky Le Populaire a Ikarský almanach. Ve Francii myšlenky rezonovaly především v industriálních městech, jakými byla Reims, Léon, Nantes, Toulouse a Toulon. Cabet tehdy sám odhadoval počet svých přívrženců na 50 000 (roku 1843). Mimo Owenem, byl ovlivně i Thomasem Morem a Jeanem-Jacquesem Rousseauem.
V květnu 1847 Cabet napsal a publikoval článek Allons en Icarie (Pojďmě do Ikarie), ve kterém vybízel své přívržence k založení komun v USA. Cabet tehdy věřil, že se první výpravy zúčastní deset až dvacet tisíc dělníků a že brzy poté dosáhnou počtu jednoho milionu. Dále, že vzniknou celá nová města, průmyslové areály apod.

## Ikarie
Román je rozdělen na tři knihy. V první knize o 24 kapitolách Cabet popisuje cestu lorda Williama Carisdallea do Ikarie a jeho zážitky a poznatky. Ve druhé o 13 kapitolách popisuje dějiny Ikarie a plynule přechází k popisu dějin Velké francouzské revoluce a následujícího vývoje do 30. let 19. století (kapitola VII.), zaznamenání myšlenek filosofů a myslitelů, kteří hájili stejné zásady jako Cabet (kapitoly IX. a X.), až k vytvoření světové organizace pro šíření ikarských ideálů (kapitoly XII. a XIII.). Ve třetí knize, nejkratší, nabízí doslov a shrnutí zásad ikarského společenství.

### Dějiny
Ještě během 18. století byla Ikarie tradiční monarchií, avšak za svou existenci prošla dvaceti krvavými revolucemi, které na různě dlouho zavedly vlády aristokracie, demokracie, diktatury, konstituční monarchie a teokracie.
Roku 1772 došlo k sesazení tyrana Koruga a dosazení nové tyranidy pod vládou aristokrata Lixdoxe, který byl sesazen až Ikarovou revolucí roku 1782. Roku 1782, před revolucí, měla Ikarie 25 milionů obyvatel, z nichž bylo 99,9 % chudých. 25 000 nejbohatších vlastnilo více než 99,9 % nejchudších a drželo všechna politická práva.
V létě 1782 vedl Ikar lidovou revoluci, kterou pod hesly svrchovanosti lidu, všeobecného hlasování, rovnosti, bratství a společného štěstí, dovedl k vítězství. Ihned poté vyhlásil diktatura a sám sebe prozatímním diktátorem, a to do prvních národních voleb. Jako první vydal edikt o odzbrojení nepřátel a současně o příslibu amnestie. Za několik dní byly vypsány volby do Národního zastupitelstva (o 2 000 poslancích). Téhož dne byla zřízena ústavní komise, která jednala na základě Ikarových idejí. Současně bylo prohlášeno padesátileté přechodné zřízení než bude dosaženo ideálního. Volby se konaly 20. července 1782. Praxí volebních komisí byla volební účast de facto povinná. Po ustavení lidového zastupitelstva se Ikar vzdal titulu diktátora. Zastupitelstvo mu okamžitě přiřklo titul obnovitele vlasti a jmenovalo ho prozatímním prezidentem. Prvním schváleným zákonem zastupitelstva byla padesátiletá cesta k společenství vlastnictví.
Ještě během léta 1782 se proti revoluční Ikarii postavili armády okolních monarchií, avšak Ikarie ve válce s nimi zvítězila. Pro období války byl Ikar opět jmenován diktátorem. Po vítězné válce chtěl lid jmenovat Ikara doživotním diktátorem, ten to, ale odmítl z důvodu, aby si mohl lid vládnout sám. Spokojil se pouze s postem předsedy exekutivy. Poté nastala éra rokování a diskusí s lidem o novém zřízení. Pro kompletní reformu bylo v rámci zastupitelstva zřízeno 15 hlavních výborů (každý 133 členů) a 60 podvýborů (každý 33 členů). Současně byl zřízen statistický úřad, který měl zapsat veškerý soupis obyvatel, majetku a zdrojů, a tím dopomoci centrálnímu plánování. Roku 1798 Ikar zemřel.

### Zřízení
Lord William Carisdalle vykonal cestu do Ikarie mezi 22. prosincem 1835 a 30. červnem 1837. Poloha Ikarie není nijak více přiblížena než, že se nachází čtyři měsíce cesty z Londýna. V Ikarii se mluví Ikarsky, což je univerzální a gramaticky snadný jazyk. Hlavním městem je Ikara. V ní se lord Carisdalle ubytoval v hotelu pro cizince, který na jednom místě sdružuje všechny cizince.
Ikarská společnost funguje na principech společenství vlastnictví, občanské rovnosti, rovnosti v majetku (odstraněním extrémů, tj. chudoby a nadbytku), lidové demokracie, komunalismu, mírumilovnosti, unifikace a kolektivismu. Veškeré fungování obce je vedeno vůlí lidu. Lid a jím zřízené komise vedou např. cenzuru nad kulturou tak, aby byla kultura prospěšná lidu. Podobně je řízena i výchova a vzdělávání. Cílem výchovy je vychovat řádného občana a dělníka. Základními zaměstnáními jsou dělnické, zemědělské a pomocné práce, kterými si musí každý projít. Přitom je ale práce s pomocí strojů zjednodušena a zpříjemněna. Ikařané také nemají peníze.
Ikařan se stane občanem s politickými právy v 21 letech věku. Udělení politických práv ženám je podle Cabeta sporné a z jeho práce vyplývá, že se politice věnují jen muži.

#### Národní zastupitelstvo
Hlavní politické těleso v zemi. Skládá se ze 2 000 poslanců volených na dva roky, s každoroční poloviční obměnou. Volby se konají vždy 1. dubna na základě volby kandidátních listin. Poslanci současně vykonávají i lokální či provinční funkce. Lid je přirozeně vybírá z nejlepších občanů. Zastupitelstvo je nerozpustitelné. Zasedá na devět měsíců v Národním paláci. Zasedání sledují diváci na galerii pro 6 000 osob. Hlasuje se pomocí postavení se (při souhlasu) či sezením (při nesouhlasu). Účast poslanců je povinná a přísně kontrolovaná. Má patnáct hlavních výborů a šedesát podvýborů.

#### Lidové shromáždění
Existuje několik úrovní shromáždění, lid si sám rozhoduje o svých obecních záležitostech v prostém obecním shromáždění. Nejsou tedy volení zástupci obcí. Lid se schází každých deset dní. Tato zasedání se všude konají ve stejný den a ve stejný čas, takže je de facto shromážděn celý lid.

#### Exekutiva
Výkonnou moc má výkonný sbor. Ten má ve svém čele presidenta výkonného sboru a skládá se z šestnácti generálních exekutorů (ministři). Jsou voleni na dva roky s každoroční poloviční obměnou stejně jako Národní zastupitelstvo. Výkonný sbor je plně odpovědný Zastupitelstvu. Existuje jeden národní Výkonný sbor, sto provinčních a tisíc obecních. Protože v Ikarii je sto provincií a tisíc obcí.

#### Soudní moc
V Ikarii existuje soudnictví, ale soudí především lid, a to mírně. Existuje mnoho zákonů, ale jen málo právníků. Ikařané se téměř nesoudí, protože téměř nikdo nepáchá zločiny. Ikařané nevěří na převýchovu trestem.